# قية باشي بزرغ
قية باشي بزرغ هي قرية في مقاطعة كليبر، إيران. عدد سكان هذه القرية هو 1,746 في سنة 2006.